# EPIC 206036749
EPIC 206036749 — одиночная звезда в созвездии Водолея на расстоянии приблизительно 1428 световых лет (около 438 парсеков) от Солнца.
Вокруг звезды обращается, как минимум, одна планета.

## Характеристики
EPIC 206036749 — жёлто-белая звезда спектрального класса F. Масса — около 1,18 солнечной, радиус — около 1,32 солнечного, светимость — около 0,929 солнечной. Эффективная температура — около 6292 К.

## Планетная система
В 2016 году командой астрономов было объявлено об открытии планеты.